# Połaniec
Połaniec(udtale: [pɔˈwaɲɛt͡s]) er en by i den sydøstlige del af voivodskabet Święty Krzyż i den sydøstlige del af Polen, i den historiske region Lillepolen. Byen har 7.702(2021) indbyggere og et areal på 17,41 km², og er en del af powiatet Staszów.

## Historie
Połaniecs historie går tilbage til det 11. århundrede, hvor en gord blev bygget nær det sted, hvor Czarna løber ud i Wisła. En bebyggelse opstod i det 11.-12. århundrede med St. Catherine-kirken i nærheden af gordet. I 1241 blev Połaniec fuldstændig ødelagt i den mongolske invasion af Polen, og nær den lokale landsby Tursko fandt et slag sted med angriberne. Połaniec kom sig og fik byrettigheder før 1264, og i 1340 havde den omkring 400 indbyggere. Ti år senere, i 1350, beordrede kong Kasimir 3. af Polen byen til at flytte fra sin placering på Winna Góra-bakken til dens nuværende beliggenhed. I den sene middelalder var Połaniec et vigtigt handelscentrum, beliggende langs handelsruten fra Kraków til Sandomierz, og nær den meget vigtige vandvej, Wisła. Det var en kongeby i Kongeriget Polen, administrativt beliggende i Sandomierz County i Sandomierz voivodskab i Provinsen Lillepolen i Kongeriget Polens krone.